# Саут-Рассел (Огайо)
Саут-Рассел (англ. South Russell) — селище (англ. village) в США, в окрузі Ґоґа штату Огайо. Населення — 3972 особи (2020).

## Географія
Саут-Рассел розташований за координатами 41°26′2″ пн. ш. 81°19′41″ зх. д. / 41.43389° пн. ш. 81.32806° зх. д. (41.433817, -81.327964).  За даними Бюро перепису населення США в 2010 році селище мало площу 9,93 км², з яких 9,72 км² — суходіл та 0,21 км² — водойми.

## Демографія
Згідно з переписом 2010 року, у селищі мешкало 3810 осіб у 1373 домогосподарствах у складі 1121 родини. Густота населення становила 384 особи/км².  Було 1436 помешкань (145/км²).
Расовий склад населення:
| - 97,5 % — білих - 1,2 % — азіатів - 0,4 % — чорних або афроамериканців - 0,1 % — вихідців з тихоокеанських островів - 0,1 % — корінних американців |

До двох чи більше рас належало 0,7 %. Частка іспаномовних становила 0,8 % від усіх жителів.
За віковим діапазоном населення розподілялося таким чином: 29,1 % — особи молодші 18 років, 56,8 % — особи у віці 18—64 років, 14,1 % — особи у віці 65 років та старші. Медіана віку мешканця становила 44,9 року. На 100 осіб жіночої статі у селищі припадало 99,0 чоловіків;  на 100 жінок у віці від 18 років та старших — 92,4 чоловіків також старших 18 років.
Середній дохід на одне домашнє господарство  становив 156 867 доларів США (медіана — 104 167), а середній дохід на одну сім'ю — 183 533 долари (медіана — 129 286). За межею бідності перебувало 1,2 % осіб, у тому числі 0,0 % дітей у віці до 18 років та 3,7 % осіб у віці 65 років та старших.
Цивільне працевлаштоване населення становило 1894 особи. Основні галузі зайнятості: освіта, охорона здоров'я та соціальна допомога — 22,8 %, науковці, спеціалісти, менеджери — 20,2 %, фінанси, страхування та нерухомість — 12,6 %, роздрібна торгівля — 10,0 %.